# Centro de Cultura Digital Estela de Luz
El Centro de Cultura Digital (CCD) es un complejo cultural multifuncional ubicado en la Ciudad de México, con la vocación de promover actividades de arte digital, así como la promoción de «formas expresivas en el mundo digital» y «su influencia en la vida cultural y artística del país». Fue inaugurado el 16 de septiembre de 2012. Está construido debajo de la Estela de Luz.

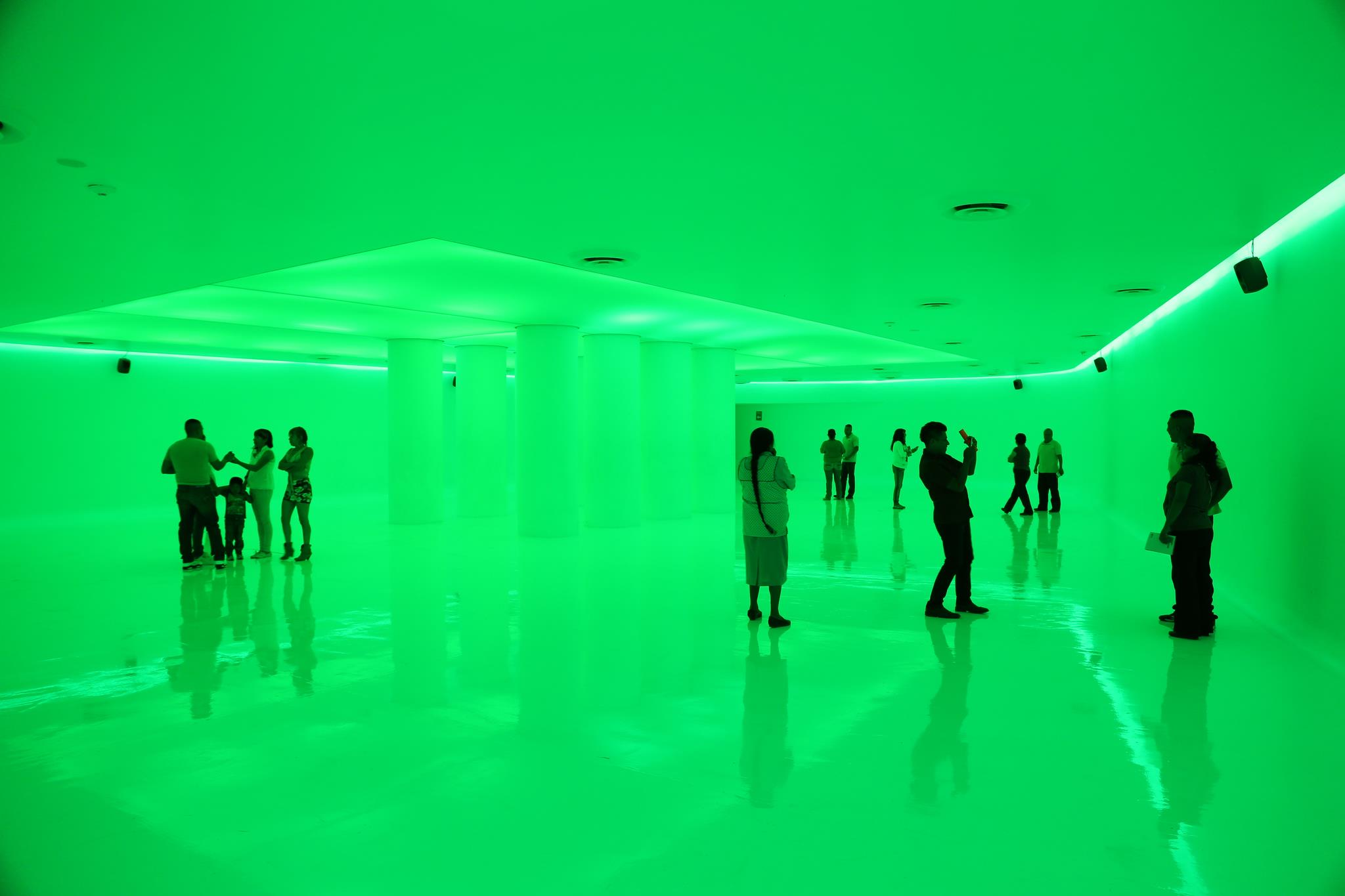
Espacio Memorial del CCD

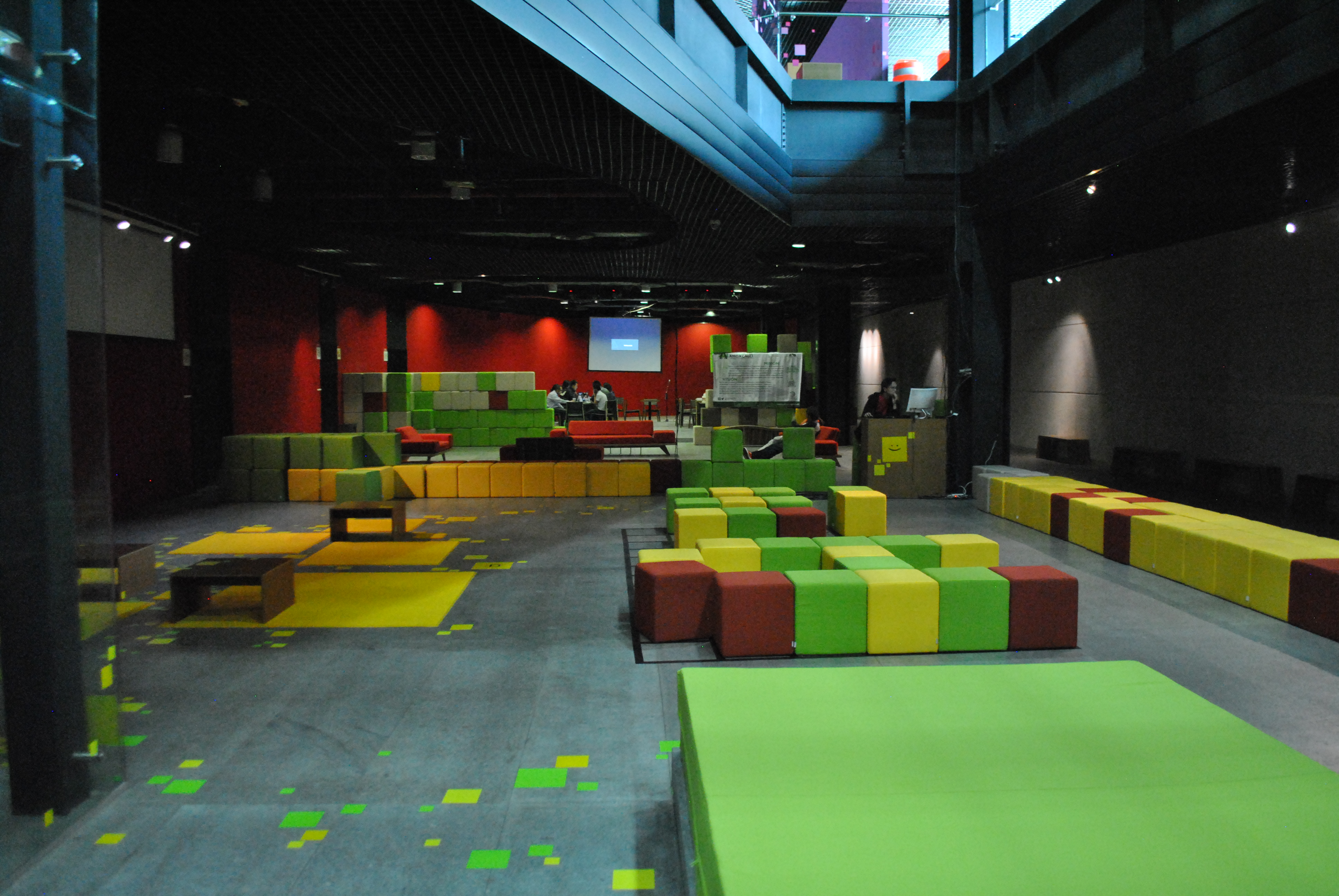
Espacio polivalente del centro

## Descripción
El Centro de Cultura Digital es un espacio físico y virtual que se dirige al público en general y se dedica a investigar las implicaciones culturales, sociales y económicas del uso diario de la tecnología digital. Además, es un foro de comunicación, creación artística y entretenimiento cuyo objetivo es promover la conciencia de lo que significa vivir en un mundo donde los individuos son, simultáneamente, “usuarios” y “creadores” de la cultura digital.
Es la primera iniciativa gubernamental en México dedicada a difundir y promover la producción de proyectos culturales que surgen como consecuencia de vivir en un mundo tecnológico.
El centro cultural se construyó bajo la Estela de Luz, aprovechando los espacios en sus cimientos.Actualmente cuenta con las siguientes instalaciones:
- Terraza: se utiliza como galería, con un muro interactivo de luz y exposiciones. La mayor parte del trabajo que muestra es producido por la interacción con los y las visitantes, que se reconocen a sí mismos como productores o productoras (factuales o potenciales) de cultura.
- Cine Más Allá: sala de cine y video, con capacidad para 120 personas.  Cuenta con programación de la Cineteca Nacional cinco días a la semana, proyecta muestras de festivales independientes y se utiliza como espacio para conferencias.
- Espacio polivalente: utilizado para teatro experimental, narración, presentaciones de libros y publicaciones electrónicas, impartición de talleres y cursos, con una zona de consulta bibliográfica en soporte electrónico.
- Memorial: exposiciones de piezas de arte sonoro y arte lumínico. En medio del espacio, que está equipado con instalaciones multimedia, se pueden observar los pilares de los cimientos del monumento.

## Historia
En un primer momento, el espacio sería destinado a un memorial oficial. Luego de una polémica suscitada por los costos de la Estela de Luz, el gobierno mexicano decidió reorientar la vocación del espacio hacia un centro cultural en el que se diera énfasis a las actividades artísticas y de aprendizaje relacionadas con el arte digital.

Un centro de cultura digital crea un mapa para navegar de manera activa y no pasiva, con mayor inteligencia y conciencia de lo que se expresa y con la posibilidad de materializar nuevas formas de efecto.
Grace Quintanilla, directora del CCD

Fue inaugurado el 16 de septiembre del 2012 por el entonces secretario de Educación Pública, José Ángel Córdova Villalobos, y un concierto a cargo de Toy Selectah, Rey Pila y Sussie 4, así como un espectáculo de Claudio Valdés Kuri.